# All Around the World (chanson d'Oasis)
Pour les articles homonymes, voir All Around the World.
Singles de Oasis
Stand by Me
(1997) Don't Go Away
(1998)
Pistes de Be Here Now
Be Here Now It's Gettin' Better (Man!!)

All Around the World est une chanson du groupe anglais Oasis, antépénultième piste et single extrait de leur 3e album Be Here Now. D'une longueur de près de dix minutes, c'est le plus long morceau jamais enregistré par le groupe, et le dernier single à paraître sous Creation Records.

## Histoire
L'utilisation d'un orchestre a toujours été souhaité pour le morceau. En 1994, trois ans avant sa parution, Noel s'exprimait ainsi à son sujet : « La seule raison qui nous empêche d'enregistrer cette chanson sont les moyens financiers de Creation Records, trop faibles pour payer la production que nécessite ce morceau. Mais une fois que nous l'enregistrerons ... » Il ajoute, quand on lui demande s'il y aurait un orchestre sur la chanson : « Un orchestre mec ? Tant qu'à en avoir un, autant en avoir deux ».
En effet, bien qu'elle apparaisse sur le 3e album du groupe, soit près de sept ans après sa formation, ce fut une des premières chansons écrites par Noel : « Je l'ai écrite il y a bien longtemps, avant Whatever. Elle durait alors douze minutes, et il y avait le problème posé par les coûts de production. Mais maintenant, on peut se débrouiller avec l'orchestre de 36 pièces, et en ce qui me concerne, plus long ce sera, mieux ça sonnera. Je vois d'ici ce que les gens en diront, mais franchement, j'en ai rien à foutre », indique-t-il peu avant la sortie de l'album.
Dans la lignée des succès d'Oasis, les paroles sont optimistes : « Les paroles font un peu teen pop, mais il y a trois changements de tonalité vers la fin ; imaginez comment Hey Jude aurait tellement mieux sonné s'il y avait eu trois changements de tonalité vers la fin. J'aime cette ambition qu'on avait alors que notre premier single n'était même pas encore dans les bacs », avoue Noel.
Les parties d'harmonica sont jouées par Mark Feltham et les chœurs chantés par les compagnes du moment de Liam et Noel, accompagnées de Richard Ashcroft, leader de The Verve. Une reprise instrumentale du morceau conclut l'album Be Here Now.
All Around the World sort en single le 12 janvier 1998 et se hisse à la première place des charts au Royaume-Uni. Avec une durée de 9 minutes et 38 secondes, il est le single le plus long à avoir atteint cette position,.
Lorsque le journaliste Dominic Mohan suggéra qu'Oasis engage une procédure judiciaire contre le groupe Hear'Say en raison de la ressemblance de leur premier single (Pure and Simple) avec All Around the World, Noel s'abstint de les attaquer, soulignant l'hypocrisie qu'aurait cette démarche, reconnaissant avoir lui-même emprunté à d'autres artistes,.

## Pistes

### Format single CD
1. All Around the World - 9:38
2. The Fame - 4:35
3. Flashbax - 5:07
4. Street Fighting Man (Jagger/Richards) - 3:54

### 7"
1. All Around the World
2. The Fame - 4:35

### Cassette
1. All Around the World
2. The Fame - 4:35

### 12"
1. All Around the World - 9:38
2. The Fame - 4:35
3. Flashbax - 5:07